# Камбарери
Камбарери (итал. Cambareri) је насеље у Италији у округу Ређо ди Калабрија, региону Калабрија.
Према процени из 2011. у насељу је живело 78 становника. Насеље се налази на надморској висини од 41 м.